# Disney Kingdoms: Seekers of the Weird
Disney Kingdoms: Seekers of the Weird — ограниченная серия комиксов, состоящая из 5 выпусков, которую в 2014 году издавала компания Marvel Comics.

## Синопсис
Тинейджеры Максвелл и Мелоди объединяются со своим дядей Роландом, чтобы отправиться в странный и опасный музей и спасти своих родителей, владеющих магазином мистических предметов, которых похитило тайное общество.

### Выпуски
| № | Дата выхода     | Оценка на Comic Book Roundup   |
| - | --------------- | ------------------------------ |
| 1 | 15 января 2014  | 6 из 10 на основе 11 рецензий  |
| 2 | 19 февраля 2014 | 5,7 из 10 на основе 3 рецензий |
| 3 | 19 марта 2014   | н/д                            |
| 4 | 30 апреля 2014  | н/д                            |
| 5 | 28 мая 2014     | 6 из 10 на основе 1 рецензии   |

### Сборники
| Название                              | Тип              | Дата выхода   | Собранный материал                                               | Кол-во страниц | ISBN                       |
| ------------------------------------- | ---------------- | ------------- | ---------------------------------------------------------------- | -------------- | -------------------------- |
| Disney Kingdoms: Seekers of the Weird | Твёрдый переплёт | 23 июля 2014  | Disney Kingdoms: Seekers of the Weird #1-5                       | 136            | 978-0785154525, 0785154523 |
| Disney Kingdoms: Haunted Mansion      | Мягкая обложка   | 4 ноября 2020 | Disney Kingdoms: Seekers of the Weird #1-5; Haunted Mansion #1-5 | 264            | 978-1302926625, 1302926624 |

## Реакция

### Отзывы критиков
На сайте Comic Book Roundup серия имеет оценку 5,9 из 10 на основе 15 рецензий. Дуг Завиша из Comic Book Resources писал, что первый выпуск «наполнен той же энергией, что и ранние комиксы CrossGen». Дэвид Пепос из Newsarama дал дебюту 2 балла из 10 и посчитал, что комикс «похож на любой типичный детский сюжет с Disney Channel». Дерек Маккоу из Comics Bulletin поставил первому выпуску 4 звезды из 5 и похвалил дизайн дяди Роланда. Мэт Эльфринг из Comic Vine вручил дебюту столько же звёзд и подчеркнул, что «это фантастическое начало приключенческого комикса, очень напоминающего более ранние диснеевские фильмы с живыми актёрами».

### Продажи
Ниже представлен график продаж комикса за первый месяц выпуска на территории Северной Америки.